# Bryzelaz
Bryzelaz ist eine Wüstung im Landkreis Nordwestmecklenburg im Nordwesten Mecklenburg-Vorpommerns.
Der Ort wurde im Jahr 1235 als Bryzelaz villa erwähnt und befand sich nahe Neukloster. Der Ortsname ist altslawischen Ursprungs und kann als Birkenwald ins Deutsche übertragen werden.